# Hans Christian Andersen
Hans Christian Andersen (výslovnost: Háns Kristián Andrsen; dánsky: [ˈhænˀs ˈkʰʁestjæn ˈɑnɐsn̩, - ˈkʰʁæs-]; 2. dubna 1805 Odense – 4. srpna 1875 Kodaň) byl dánský spisovatel. Přestože byl plodným autorem divadelních her, cestopisů, románů a básní, proslulý je především jako jeden z největších světových pohádkářů. Mnohé z jeho 156 pohádek (které byly vydány v devíti svazcích) se staly již klasikou (Princezna na hrášku, Ošklivé káčátko, Císařův slavík, Císařovy nové šaty, Statečný cínový vojáček, Křesadlo, Malá mořská víla, Sněhová královna). Jeho pohádky jsou čitelné dětem, ponaučení v nich najdou ale i dospělí. Andersenovy příběhy inspirovaly balety, divadelní hry a animované i hrané filmy.

## Život

### Mládí a studia
Narodil se v Odense na ostrově Fyn v Dánsku 2. dubna 1805. Byl synem ševce Hanse Andersena (který se mylně domníval že jejich rodina patří do příbuzenstva šlechty) a jeho o 7 let starší ženy Anny Marie Andersdatterové. Pokřtěn byl 15. dubna 1805 v kostele sv. Hanse v Odense. Pocházel z velmi chudých poměrů. Celá rodina žila a spala v jedné malé místnosti.

Jeho matka byla negramotná pradlena, po smrti svého manžela (1816 - v Andersenových 11 letech) se po dvou letech (1818) opět provdala. Na sklonku života propadla alkoholu, který i kvůli tomu Andersen hluboce nenáviděl a byl abstinentem. Matce se v roce 1799 narodila nemanželská dcera Karen, kterou matka odložila a jež se potom stala prostitutkou. Hansův dědeček z otcovy strany byl pomatenec a známá místní figurka. Kmotr byl vrátný v městském chudobinci.

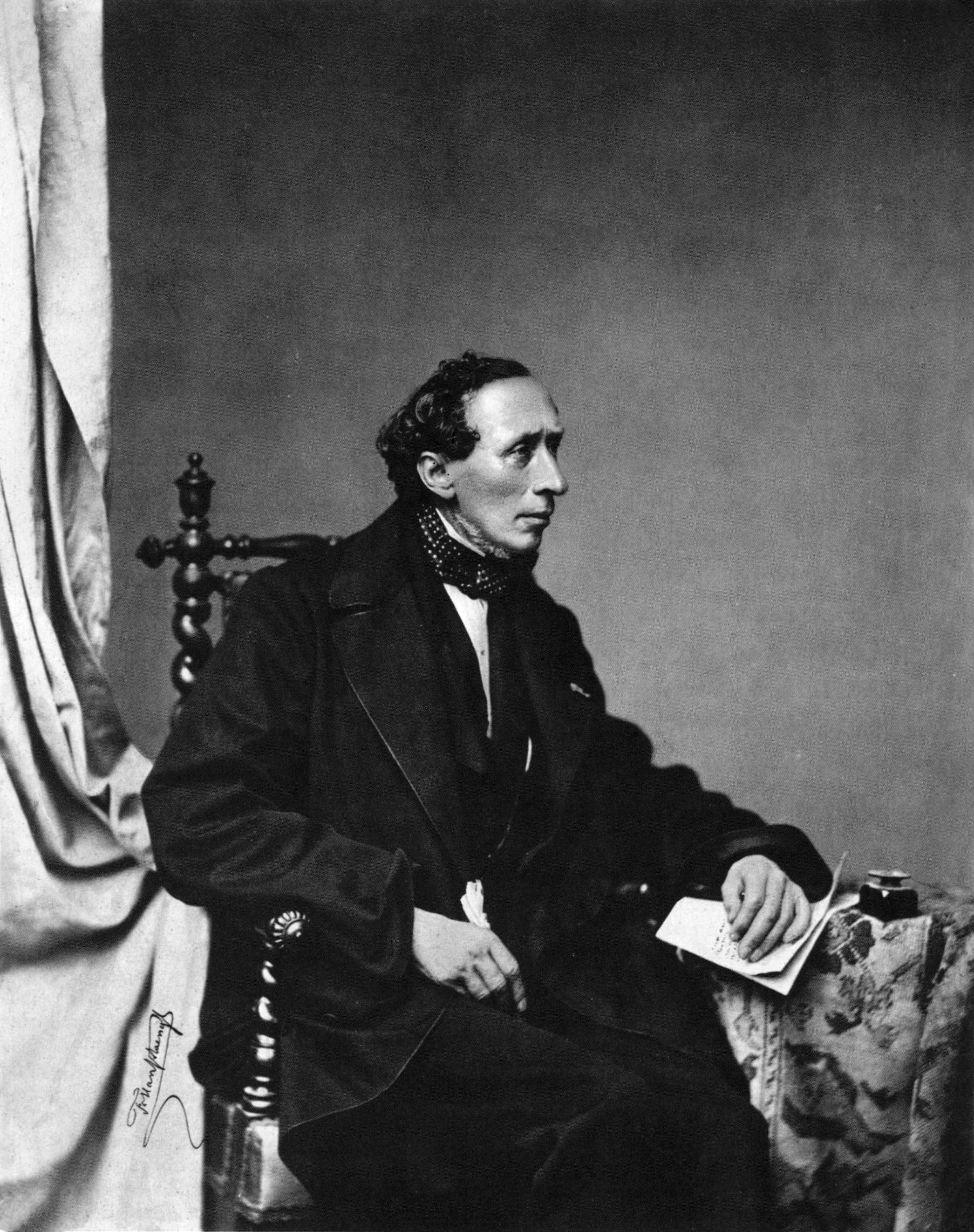
Hans Christian Andersen (1805–1875)

Přestože měl otec jen základní vzdělání, byl sečtělý a svému synu předčítal pohádky, mimo jiné Arabské noci, vyřezal mu loutkové divadlo a snažil se mu zajistit vzdělání. Andersen celé své dětství vášnivě miloval literaturu. Přečetl všechny možné knihy, které si mohl vypůjčit, mezi nimi také díla Ludviga Holberga a Williama Shakespeara. Byl známý tím, že znal nazpaměť celé Shakespearovy hry a přednášel je, přičemž používal své loutky jako postavy. Roku 1816 zemřel jeho otec a on byl nucen přestat chodit do školy a začít pracovat v místní textilní továrně.
V září 1819 odešel do Kodaně, kde se neúspěšně pokoušel uchytit nejprve jako loutkoherec a později jako tanečník a zpěvák. Měl pěkný sopránový hlas a byl přijat do Dánského královského divadla, kde se učil zpívat u ředitele pěvecké akademie Jonase Collina. Když se mu hlas změnil, skončil se zpěvem a na popud jednoho z divadelních kolegů se rozhodl, že bude psát. 
V Kodani se setkal v roce 1821 s ředitelem divadla Jonasem Collinem. Ten jej poslal studovat a zajistil mu stipendium krále Frederika VI. na latinském gymnáziu ve Slagelse. Tam našel i ubytování a stravu u jedné vdovy. Ještě před tím, než na školu nastoupil, Andersen vydal první knížku Duch v Palnatokově hrobě (1822). Dobu strávenou ve škole později nazýval nejčernějšími a nejtrpčími roky ve svém životě. Dokonce pomýšlel na sebevraždu. Ředitel se vysmíval jeho literárním pokusům, psychicky ho deptal, zesměšňoval ho před mladšími spolužáky. Pravděpodobně zde také napsal povídku Lojová svíčka, vyprávějící o pocitu nedoceněnosti jedné lojové svíčky. Povídka byla nalezena v dánském archivu v roce 2012, v předchozích letech byla v držení rodiny, jejímuž předkovi ji věnoval sám Andersen po jejím napsání. Později přešel mladý Anderen na školu v Helsingøru, kde zůstal až do roku 1827. Tam napsal báseň Umírající dítě (Det døende Barn), která ho později proslavila v Dánsku i v Německu.
V roce 1828 složil maturitu a byl přijat na Kodaňskou univerzitu, ale ve studiu nepokračoval. Chtěl být spisovatelem–dramatikem, psal divadelní hry a básně. Ani po škole se nezbavil závislosti na svých mecenáších. Jeho díla totiž zpočátku nebyla tak úspěšná, aby si mohl finančně vystačit pouze se svojí literární tvorbou. Mezi jeho dobrodince patřil hlavně ředitel divadla v Kodani Jonas Collin, dále pak dánská monarchie, rod Šlesvicko-Holštýnsko-Sonderbursko-Glücksburský. 
V roce 1829 zaznamenal Andersen úspěch s povídkou Pěší cesta od Holmenského kanálu k východnímu cípu Amageru, v níž se hrdina setkává s různými postavami. Na tento úspěch navázal krátkou sbírkou básní a divadelní hrou Láska na věži kostela sv. Mikuláše.
V červnu 1831 se vydal na svou první zahraniční výpravu. Z Drážďan jel lodí proti proudu Labe, pak pěšky do Saského Švýcarska, následně po Labi doplul do Hřenska a došel i na Pravčickou bránu. Později navštívil Čechy ještě několikrát.
I přes neúspěch jeho další literární tvorby obdržel Andersen v roce 1933 pd krále stipendium a podnikl cestu po Evropě, navštívil mj. Švýcarsko, Paříž, Vídeň a později (v roce 1934) i Řím a Neapol. Andersenovy cesty po Itálii se odrazily v jeho prvním románu, beletrizované autobiografii s názvem Improvizátor (Improvisatoren), publikované v roce 1835 s okamžitým ohlasem.
V letech 1845 až 1864 žil Andersen na adrese Nyhavn 67 v Kodani, kde je nyní umístěna pamětní deska. 

### Literární úspěchy

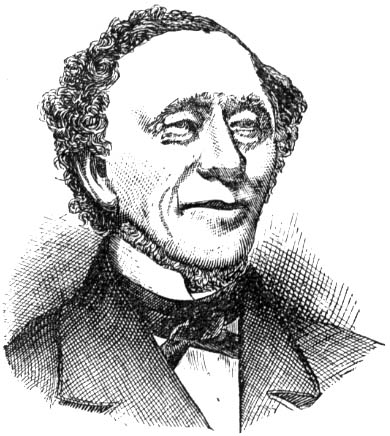
Hans Christian Andersen

Dne 8. května 1835 vydal první sbírku pohádek, která obsahovala jak příběhy mu známé z dětství, tak vlastní tvorbu. Součástí sbírky byly mimo jiné příběhy Křesadlo, Troudník (v jiných překladech Nešika) a Princezna na hrášku, Květiny malé Idy, nebo v Čechách velmi známou pohádku O Malence. Postupně byly vydávány další svazky a třetí knížka s pohádkami Malá mořská víla a Císařovy nové šaty, která vyšla v roce 1837, přinesla Andersenovi i mezinárodní úspěch. V následujících letech vydával další sbírky pohádek, mimo jiné obsahující i známou pohádku Paleček. V roce 1836 vyšlo několik recenzí k prvním dvěma svazkům Andersenových pohádek, které nebyly nadšené. Proto se Andersen na čas vrátil k románům. Později v letech 1838 a 1845, kdy vydal již zmíněné druhé dva svazky pohádek byl již známý po celé Evropě, jen rodné Dánsko jej ještě zcela nepřijalo. 
Napsal také několik ne příliš úspěšných divadelních her a novel (O.T., Nic než muzikant), které byly postupně přeloženy do němčiny a dalších jazyků. Úspěch Andersen zaznamenal v roce 1844 s knihou Obrázková kniha bez obrázků. 
Jeho finanční situace se zlepšovala, dostával se do vyšší společnosti, i když tam nikdy úplně nezapadl. V roce 1838 pak začal pobírat stipendium pro spisovatele od krále Frederika VI.
V roce 1868 nabídl Horace Scudder, redaktor časopisu Riverside Magazine For Young People, Andersenovi pět set dolarů za dvanáct nových příběhů. V tomto časopise některé z nich vyšly dříve, než byly otištěny v Dánsku. 
Andersen byl vášnivý cestovatel a o svých cestách psal populární cestopisné črty. Každý z jeho cestopisů je kombinací faktografických záznamů, osobních zážitků a filozofických úvah. Některé cestopisy, například Ve Švédsku, obsahují i pohádky. Jeho ústředním cestopisným dílem je Básníkův bazar (En digters bazar, 1842). Několikrát také navštívil české země a velmi poeticky se odkazoval na doby Tychona Brahe. V červnu 1847 Andersen uskutečnil svou první cestu do Anglie, během které se setkal s Charlesem Dickensem. Při další návštěvě o deset let později strávil u Dickense jako host celých pět týdnů.
Andersen zakládal svůj kariérní růst především na románu Improvizátor, novelách, básních a dramatických hrách, jež považoval za vyšší žánr než pohádky. Přesto mu mezinárodní slávu přinesly právě pohádky. V Dánsku byly přijímány zpočátku rozporuplně a uznání dosáhl až ke konci života. V roce 1869 byl jmenován čestným občanem města Odense.
Hans Christian Andersen napsal svůj poslední román Šťastný Per (Lykke-Per) v roce 1870. V roce 1872 pak vydal ještě své čtyři poslední pohádky.
| Nezáleží na tom, že jste se narodili v kachním dvoře, pokud jste se vylíhli z labutího vejce. "Ošklivé káčátko" |
| --- |

Jako vášnivý cestovatel vydal Andersen několik dlouhých cestopisů. V létě 1831 šlo o Básníkův bazar, Ve Španělsku a Návštěva Portugalska, velkého ohlasu se dočkala publikace z roku 1851 Ve Švédsku, která obsahovala i pohádky. V roce 1866 vyšly knihy: Stínové obrazy z cesty do Harzu, Švýcarského Saska a další. Andersen ve svých cestopisech používal dobové konvence související s cestopisy, ale rozvíjel styl tak, aby byl jeho vlastní. Každý z Andersenových cestopisů kombinuje dokumentární a popisné líčení zážitků a přidává k nim další filozofické pasáže na témata, jako je autorství, nesmrtelnost a fikce v literárních cestopisných reportážích.

### Osobní život
Podle některých literárních historiků jeho práce vyjadřuje utrpení z jeho odlišnosti. V tomto ohledu je jedním z nejvíce vypovídajících příběhů Malá mořská víla, která si vezme život, neboť nemůže být milována krásným princem. Hans Christian Andersen se zřejmě jen těžko vyrovnával se svou neheterosexuální orientací a právě Malá mořská víla se považuje za zpodobnění jeho lásky k mladému Edvardu Collinovi, kterému napsal: „Chřadnu kvůli Tobě jako kvůli krásné Kalábrijské nevěstce… mé city k Tobě jsou ženské. Ženskost mé povahy a naše přátelství musí zůstat tajemstvím.“ Collin, jehož muži eroticky nepřitahovali, napsal ve svých pamětech: „Zjistil jsem, že nejsem schopný opětovat tuto lásku, ne."
To Hansovi způsobilo mnoho trápení. Názory vědců na vyústění jeho lásky k dánskému tanečníkovi Haraldu Scharffovi a mladému knížeti Karlu Alexandru Výmarskému se ostře rozcházejí. Zatímco někteří uvádí tyto vztahy jako čistě platonické (například Klara Bomová a Anya Aarenstrupová z Centra H. C. Andersena na Univerzitě jižního Dánska, které uvádí, že "...je správné poukazovat na velmi ambivalentní (a také velmi traumatické) prvky v Andersenově citovém životě týkající se sexuální oblasti, ale rozhodně je stejně nesprávné označovat ho za homosexuála a tvrdit, že měl fyzické vztahy s muži. Nebylo tomu tak. To by totiž bylo zcela v rozporu s jeho morálními a náboženskými představami..."), jiní (v nejnovějším výzkumech například britská badatelka Jackie Wullschlagerová) tvrdí, že šlo o vztahy sexuální. Wullschlagerová, která ve své práci vychází hlavně z Anderenových deníků, také zastává názor, že Andersenova pohádka Sněhulák byla inspirována právě vztahem s Scharffem. 
Zdá se ovšem, že Andersena přitahovali jak muži, tak také (často nedosažitelné) ženy. Jsou důkazy o obojím. Už v roce 1831 se zamiloval do sestry svého spolužáka Riborg Voigtové, které věnoval báseň Dvě hnědé oči, později zhudebněnou Griegem. Mezi jeho další lásky patřily Louise Collinová, nejmladší dcera jeho mecenáše Jonase Collina a Sophie Ørstedová, dcera fyzika Hanse Christiana Ørsteda. Známá je jeho slabost pro operní zpěvačku Jenny Lindovou, přezdívanou švédský slavík, ta ovšem Andersena brala spíše jako bratra. Pohádka Slavík je zřejmě inspirovaná právě touhou po Lindové. Napsal pro ni také libreto k opeře Malá Kirsten. Pravděpodobně poté, co zpěvačka odmítla jeho žádost o ruku, promítl své zklamání do Lindové jako titulní antihrdinky pohádky Sněhová královna. 

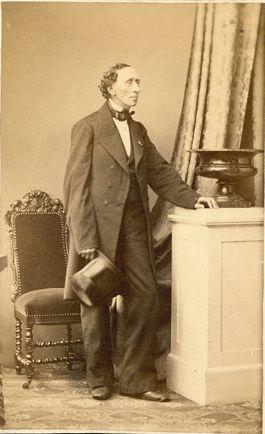
Georg Emil Hansen: Hans Christian Andersen (1862)

Ve svých soukromých zápiscích odmítal jakýkoli sexuální vztah, ať se ženou, nebo mužem. Z dnešních hledisek by mohl být považován za asexuála. Otázkou ovšem je, do jaké míry byla tato jeho asexualita dobrovolná a zda mu nebyla vnucena jen jeho přehnanou ostýchavostí a společenskými konvencemi té doby. Podle Andersenova vlastního svědectví se mu tělesná láska zhnusila v dětství, kdy spal v posteli s vlastními rodiči - jejich soulož, kterou mnohokrát viděl, ho děsila a učinila mu sex navždy odporným. Ve svých denících nicméně pečlivě zaznamenal každou svou masturbaci, dosti četnou.
Roku 1860 se v Ženevě setkal se spisovatelem Karlem Mariou Kertbenym, jenž o 9 let později jako první použil slovo homosexuell. Je známo, že toto setkání způsobilo u Andersena obrovskou beznaděj a zoufalství, ale zůstává tajemstvím, co se při něm událo. Henning Bech spekuluje, že v tom mohla hrát roli Andersenova sexuální orientace a strach z jejího pojmenování. Někdy se také spekuluje o Andersenově pedofilii.

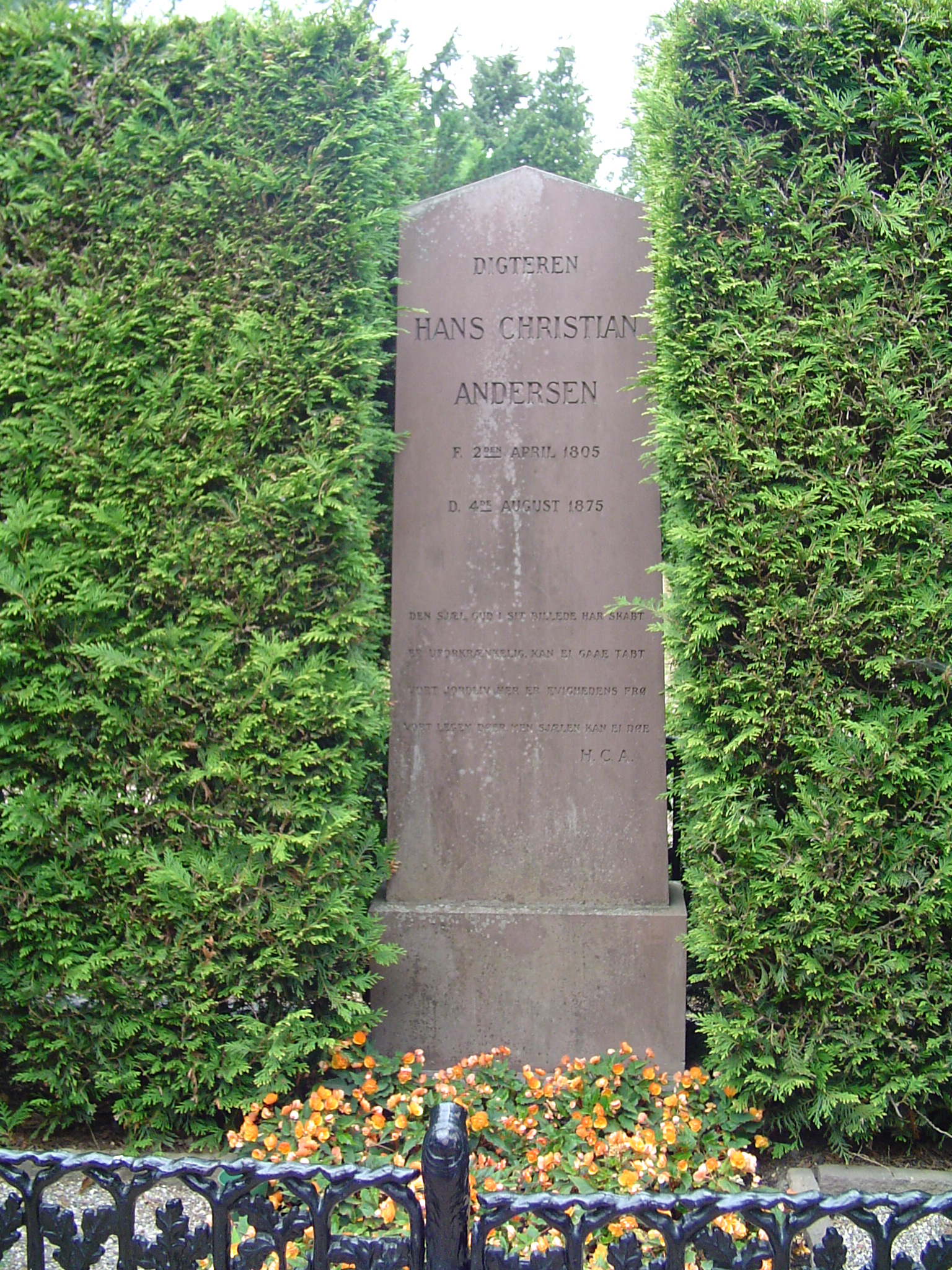
Andersenův hrob v Kodani

Bývá také jmenován mezi nejvýznamnějšími autisty, příznaky měly být např. podivné záchvaty vzteku v dětství, ale i neschopnost navázat blízký citový vztah a touha po nedosažitelných mužích a ženách; či hluboký vnitřní zmatek, který se odráží v jeho příbězích, a podivné a neuchopitelné nešťastné postavy v jeho dílech. Trpěl zjevně některými neurotickými symptomy - byl bacilofob, kvůli čemuž pil jen převařenou vodu a kliky otevíral kapesníkem. Ve svém cestovním kufru vozil vždy lano, aby mohl uniknout z hotelového pokoje, kdyby hotel začal hořet. K dalším jeho fobiím patřilo, že ho pohřbí zaživa - proto usínal vždy s cedulkou na prsou, na niž byl nápis "jen vypadám, že jsem mrtvý". Nikdy také nejedl vepřové maso. Mnoho z jeho symptomů asi zůstávalo skryto, protože žil sám, ale o řadě z nich svědčil spisovatel Charles Dickens, který Andersena pozval na nějaký čas k sobě domů. 
Tato návštěva byla pro Andersena velmi důležitá. S Dickensem, jehož dílo Andersen velmi obdivoval, se setkal v roce 1847 na jednom z intelektuálských věčírků hraběnky z Blessingtonu. Oba autoři si vážili díla toho druhého i sebe navzájem jako spisovatelů a měli společné líčení spodiny, která často vedla těžký život ovlivněný průmyslovou revolucí i krajní chudobou.
Později, když se Andersen vydal podruhé do Anglie, byl pozván na návštěvu k Dickensovým. Právě podle Dickense Andersen přestěhoval nábytek v celém pokoji a propadal zvláštním záchvatům vzteku, při nichž vybíhal do zahrady a vždy zabořil obličej do hlíny. Když byl upozorněn, že již uplynula doba, na kterou byl pozván, zabarikádoval se na tři dny v pokoji. Když konečně vyšel, odjel uražen. Dickens to komentoval slovy "byl tu jen pět týdnů, ale mé rodině to přišlo jako celé věky" a přerušil s Andersenem veškeré styky, což se Andersena velmi dotklo a nikdy prý nepochopil proč k tomu došlo.
Existuje podezření, že Dickens podle Andersena vymodeloval fyzický vzhled a způsoby Uriaha Heepa z Davida Copperfielda.
„Všechny dětské vzpomínky, každičké místo na mě působí ponuře,“ napsal o rodném městě. V roce 1841 se Hansova matka upila k smrti. Přesto jí syn zanechal pomník v tragické pohádce Nebyla k ničemu. Sám nikdy nezaložil byť jednočlennou domácnost - žil v penzionech, v hotelích, nebo na cestách, na nichž strávil devět let. Byl milovníkem hodinových strojů a dokázal jejich chod pozorovat hodiny.
| "Mé jméno začíná postupně zářit a to je jediná věc, pro kterou žiji. Bažím po slávě stejně, jako chudák baží po zlatě…" napsal v roce 1837, kdy poprvé vyšla jeho Malá mořská víla. |

### Smrt
Na jaře roku 1872, ve věku 67 let, spadl z postele a vážně se zranil. Již nikdy se zcela neuzdravil. Brzy poté se u něj začaly projevovat příznaky rakoviny jater.  Zemřel 4. srpna 1875 v domě svého blízkého přítele, obchodníka Moritze Melchiora, zvaném Rolighed (doslovný překlad: klid) nedaleko Kodaně. Krátce před svou smrtí se Andersen prý radil s jedním skladatelem o hudbě pro svůj pohřeb, přičemž řekl: „Měl bych se na to podívat: „Většina lidí, kteří půjdou po mně, budou děti, tak ať rytmus drží krok s malými krůčky." 
Je pochován na Assistenském hřbitově v Kodani ve čtvrti Nørrebro na pozemku rodiny Collinových. Andersenův pohřeb, jehož se zúčastnil i král Kristián IX., byl vyhlášen dnem národního smutku. Brzy se Hans Christian Andersen stal nejslavnějším Dánem všech dob a dánským národním symbolem. Navzdory tomu, že on sám Dánsko nazýval "zlým, sadistickým, satanským a proradným". I kvůli tomu, že jakákoli kritika či jen letmá výtka se ho bolestně dotýkala a nebyl schopen ji přijmout.

## Odkaz:

##### Archivy, sbírky a muzea:
Hans Christian Andersen má muzeum ve svém rodném Odense, jde o soubor několika muzejních budov.
Další jemu věnované místo bychom našli v Kalifornii v Solvangu, městě založeném Dány. Zdejší muzeum se věnuje autorovu životu i dílu. Součástí expozic jsou modely Andersenova domu z dětství a pohádky „Princezna na hrášku“. V muzeu jsou také stovky svazků Andersenových děl, včetně mnoha ilustrovaných prvních vydání a korespondence s dánským skladatelem Asgerem Hamerikem.

##### Místa pojmenovaná po Andersenovi:
H. C. Andersens Boulevard, hlavní silnice v Kodani, dříve známá jako Vestre Boulevard (Západní bulvár), dostala svůj současný název v roce 1955 u příležitosti 150. výročí spisovatelova narození.
Hans Christian Andersen Airport, malé letiště obsluhující dánské město Odense.
Instituto Hans Christian Andersen, chilská střední škola nacházející se ve městě San Fernando v provincii Colchagua v Chile.
Park Hanse Christiana Andersena, Solvang, Kalifornie.
CEIP Hans Christian Andersen, základní vzdělávací škola ve španělské Malaze.

##### Tematické parky:
V Japonsku se ve městě Funabaši nachází dětský zábavní park pojmenovaný po Andersenovi, Funabaši je sesterským městem Odense, ve kterém se Andersen narodil.
V Číně byl v roce 2017 v šanghajské čtvrti Yangpu otevřen zábavní park za 32 milionů dolarů založený na Andersenových pohádkách a životě.

##### Památky a sochy:
Pravděpodobně nejslavnějších z pohádek tohoto severského klasika, Malá mořská Víla, má dokonce svou sochu. Do hlavního města Dánska se na ni přijíždí každý rok podívat milión lidí. Dívku, která má napůl nohy a napůl ploutve, vytvořil sochař Edvard Eriksen. Modelem mu byla jeho nahá manželka - baletka. Plastika bronzové víly na kodaňském nábřeží byla odhalena v roce 1913. Zaplatil ji velký milovník umění a mecenáš Carl Jakobsen, zakladatel dánského pivovaru Carlsberg. 

###### Sochy H.Ch. Andersena ve světě:
Sedící bronz (1880) od sochaře Augusta Saabyeho (1823-1916) je k vidění v zahradách zámku Rosenborg v Kodani v Dánsku.
Sedící bronz (1896) s labutí vedle, socha od dánského sochaře Johannese Gelerta (1852-1923), v Lincolnově parku na Stockton Drive poblíž Webster Avenue v Chicagu ve Spojených státech.
Sedící bronz (1956), socha od sochaře Georga J. Lobera (1891-1961) a designéra Otto Fredericka Langmana, u jezera Central Park v New Yorku, naproti East 74th Street.
Sedící Andersenův bronz na žulové lavičce byl vztyčen u příležitosti 150. výročí autorových narozenin a jeho součástí je bronzová kachna představující knihu Ošklivé káčátko.
Sedící bronz (1965) byl vztyčen na kodaňském Radničním náměstí (Rådhuspladsen) naproti bulváru H. C. Andersena v Kodani v Dánsku, jeho autorem je Henry Luckow-Nielsen. 
Bronzová busta (2004), replika busty od Hermana Wilhelma Nissena (1798-1868) z roku 1865, na Observatory Hill, Millers Point, Sydney, Austrálie, byla slavnostně odhalena Jeho královskou Výsostí korunním princem Frederikem a Jeho královskou Výsostí dánskou korunní princeznou Mary v březnu 2005, u příležitosti Andersenových dvoustých narozenin. Měla nahradit bustu z roku 1955 vztyčenou ve Phillip Parku v Sydney; ačkoli se zjistilo, že do roku 1984 chyběla.

##### Další pocty:
Po Andersenovi byla pojmenována ploštice Collastoma anderseni (čeleď: Umagillidae), endosymbiont ze střeva sipunculana Themiste lageniformis (doslova „Tvořený jako Lagenum“).

##### Ocenění:
Ceny Hanse Christiana Andersena jsou ceny udělované každoročně Mezinárodní radou pro knihy pro mládež autorovi a ilustrátorovi, jejichž kompletní díla trvale přispěla k rozvoji dětské literatury.
Hans Christian Andersen Literature Award, dánská literární cena založená v roce 2010.
Andersenova pohádka "Císařovy nové šaty" byla v roce 2000 uvedena do Prométheovy síně slávy za nejlepší klasickou beletrii.

##### Významné dny:
Andersenovy narozeniny, 2. duben, se slaví jako Mezinárodní den dětské knihy.
Rok 2005, který byl v Dánsku vyhlášen "Andersenovým rokem", byl rokem dvoustého výročí Andersenova narození a jeho život a dílo byly oslavovány po celém světě. V Dánsku se během tohoto "Andersenova roku" konalo na kodaňském stadionu Parken hojně navštěvované představení na oslavu spisovatele a jeho příběhů.
V dánském Odense se každoročně koná Maraton H. C. Andersena, založený v roce 2000.

## Dílo

### Divadelní hry

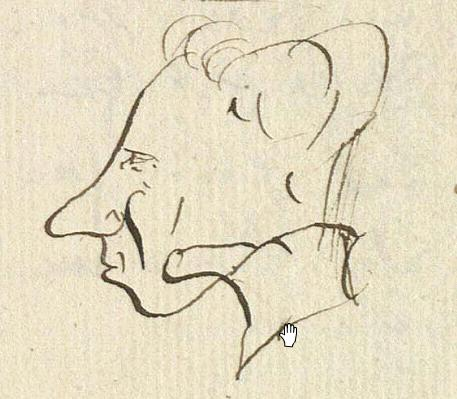
Hans Christian Andersen, autoportrét, okolo roku 1830

Z počátku psal divadelní hry, ty však nebyly úspěšné, některé nebyly ani vydány:
- konec Mikulášské věži, 1829
- Anežka a vodník, 1833
- Ahasver, 1837
- Mulat, 1840

### Básně
Jeho básnické sbírky se nesetkaly prakticky s žádným ohlasem.
- Básně
- Básníkův bazar
- Být či nebýt

### Pohádky
Hans Christian Andersen napsal za svého života celkem 156 pohádek a povídek, ke kterým bylo později zařazeno ještě dalších 56 textů z jiných Andersenových prací.
Jeho pohádky vycházely v různých sbírkách, proto je velmi složité uvádět jednotlivé knihy, zde jsou uvedeny jeho nejznámější pohádky. Andersen při psaní pohádek vycházel ze světové literatury a vlastních myšlenek. Pohádky nepovažoval za plnohodnotnou tvorbu, nevážil si jich a nepovažoval se za pohádkáře – cítil se být zneuznaným básníkem a dramatikem. Úspěch jeho pohádek začal v zahraničí, teprve poté byly přijaty i v Dánsku.
Na jeho pohádkách je zajímavé, že zpravidla nekončí dobře. Lze říci, že jde o příběhy s pohádkovými motivy, určené starším dětem a dospělým. Andersen do dětských příběhů neukrýval pro dospělé čtenáře jen humor, ale také sociální kritiku.
Jeho první pohádkou byla Čarovná truhlice.
- Cínový vojáček
- Anděl
- Císařovy nové šaty
- Čarovná truhlice
- Křesadlo
- Křišťálové vidiny
- Kubík a Kuba
- Malá mořská víla
- Děvčátko se sirkami
- O princezně na hrášku
- Ošklivé káčátko
- Pasáček vepřů
- Sněhová královna
- Sněženka
- Stín
- Velký mořský had
- O Malence
- Stará svítilna
- Létající jehla
- Kapka vody
- Kníže zla
- O dívce, která šlápla na chléb
- Nezpůsobný chlapec
- Střízlička
- Sedmikráska
- Divoké labutě
- Létající kufr
- Růže z hrobu Homérova
- Čápi
- Uspávač
- Růžový skřítek
- Slavík
- Snoubenci
- Červené střevíčky
- Kdo skočí nejvýš
- Holger Dánský
- Z okna ve Vartou
- Len
- Malý ťuk
- Starý dům
- Příběh o celém roku
- Je to zcela jisté
- Poklad
- Přezůvky štěstěny
- Hloupý Honza
- Běžci
- Hrdlo od láhve
- Špejlová polévka
- Poslední sen starého dubu
- Pták fénix
- Vítr vypravuje o Valdemaru Daaeovi a jeho dcerách
- Dětské řeči
- Loutkář
- Dvanáct z dostavníku
- Chrobák
- Co táta dělá, je vždy dobré
- Sněhulák
- V kachním dvorku
- Zvon
- Vítr štíty přenáší
- Čajová konvice
- Sněženka
- Lístek z nebe
- Pero a kalamář
- Němá kniha
- Povídka z písečných dun
- Matka

### České pohádkové výbory

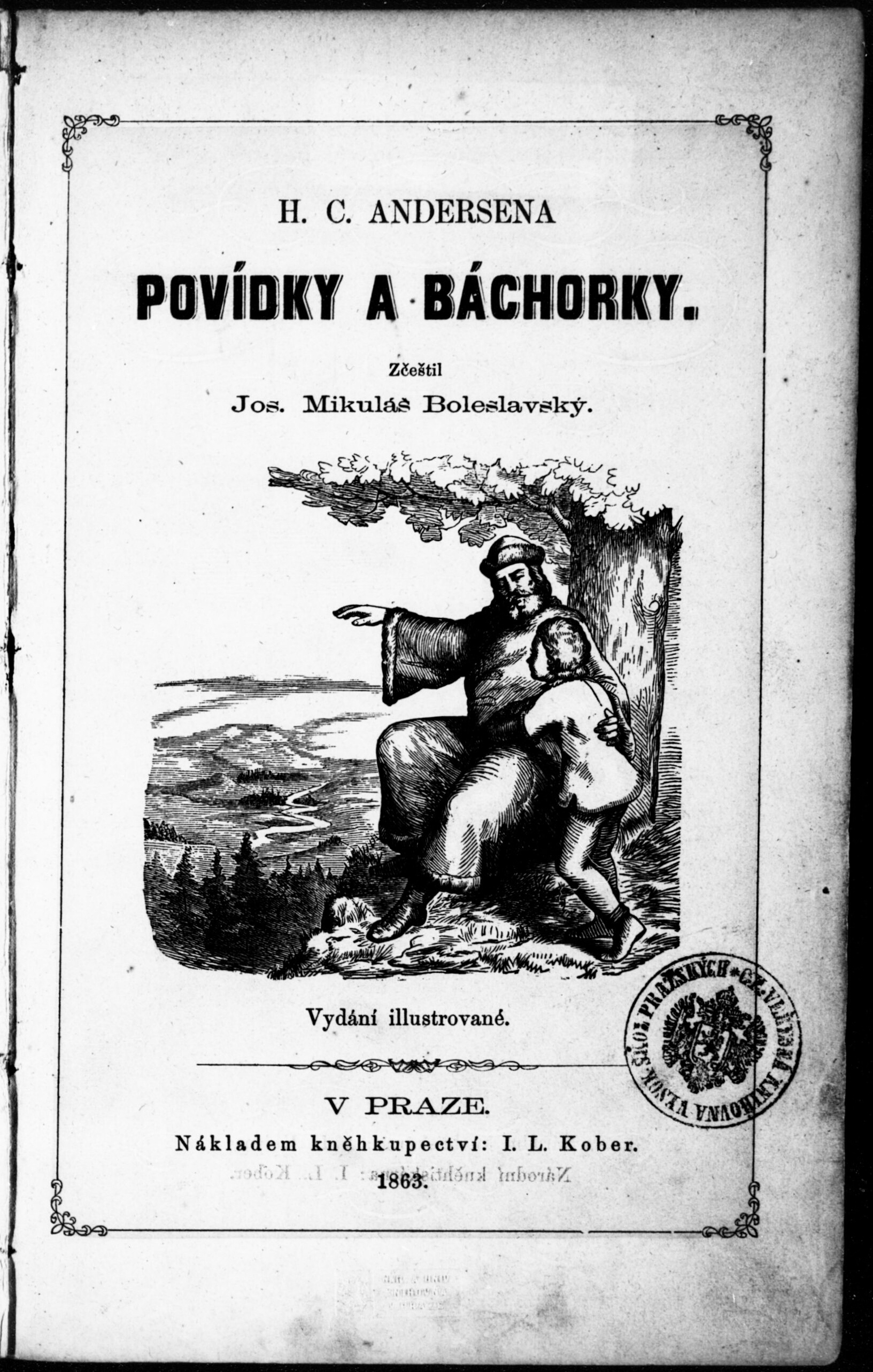
Titulní list prvního českého knižního vydání Andersenových pohádek (1863)

V Čechách vycházely Andersenovy pohádky nejprve časopisecky, mezi prvními po roce 1850 to byly časopisy Koleda a Lumír. Knižně první výbor 23 Andersenových pohádek vyšel v Čechách roku 1863 pod názvem H. C. Andersena Povídky a báchorky v překladu Josefa Mikuláše Boleslavského. V roce 1901 vyšlo bibliofilské vydání pohádek v překladu Jaroslava Vrchlického, po němž následoval ještě druhý a třetí svazek, celkem 43 pohádek. Souborné vydání Andersenových pohádek se poprvé objevilo mezi lety 1914 a 1916. Autorem prvního překladu, který byl prokazatelně proveden z dánštiny, byl Gustav Pallas.
Ne všechny pohádky, vydané v českém překladu, věrně odpovídají originálu. Mnohdy byly překládány přes němčinu. Většinou se jedná o převyprávění, která nevystihují přesně řadu skrytých významů, jak zamýšlel autor.
Vůbec první úplné vydání Andersenových pohádek a příběhů připravilo v roce 2025 nakladatelství Kodudek.
Výběr souborů Andersenových pohádek vydaných knižně v Česku po roce 1948:
- Pohádky a povídky, 1953, Albatros, 2 díly s ilustracemi Cyrila Boudy obsahují celkem 80 pohádek v překladech různých autorů. Reedice roku 1955, 1956 a 2003
- Flétnové hodiny, 1969, Mladá fronta, 32 pohádek s ilustracemi Cyrila Boudy
- Pohádky, 1957, SNDK, 26 pohádek s ilustracemi Jiřího Trnky, původní překlad Gustava Pallase byl jazykově upraven. Vydáno v 6 reedicích.
- Sněhová královna , 1979, Albatros, 16 pohádek v překladu Boženy Köllnové-Ehrmannové
- Pohádky a příběhy, 2025, Kodudek, 170 příběhů v překladu Heleny Březinové a Františka Fröhlicha.

### Další tvorba
- Deníky 1825–1875, v ČSSR vyšlo 1977, 12 dílů
- Pohádka mého života, 1855, česky SNKLU, 1965, autobiografie
- Šťastný Per (Lykke-Peer ), 1870, česky vyšlo Odeon, 1975, román
  - Zpracováno v Českém rozhlasu jako pětidílná četba na pokračování. Z překladu Boženy Köllnové-Ehrmannové pro rozhlas upravila Eva Koutová, v režii Karla Weinlicha četl Ivan Trojan.[46]

### Audioknihy
- Malá mořská víla, audiokniha vznikla pro Noc s Andersenem 2016, načetl Ladislav Frej, vydala Audiotéka
- Císařovy nové šaty a další pohádky, audiokniha vznikla pro Noc s Andersenem 2017, načetli Martina Preissová, Martin Preiss, vydala Audiotéka